# Heidi Mariën
Heidi Mariën (29 juli 1981) is een gewezen Belgische atlete, die zich had toegelegd op het speerwerpen. Zij veroverde één Belgische titel.

## Biografie
Heidi Mariën verbeterde in mei 2000 het Belgisch record speerwerpen van Cindy Stas tot 54,05 m. Stas heroverde het record in augustus door haar speer 54,90 m ver te werpen.
In 2001 werd Mariën voor het eerst Belgisch kampioene.

### Clubs
Mariën was aangesloten bij AC Lebbeke.

## Belgische kampioenschappen
| Onderdeel   | Jaar |
| ----------- | ---- |
| speerwerpen | 2001 |

## Persoonlijk record
| Onderdeel   | Prestatie | Datum       | Plaats |
| ----------- | --------- | ----------- | ------ |
| speerwerpen | 54,05 m   | 20 mei 2000 | Aalst  |

## Palmares

### speerwerpen
- 1998:  BK AC - 43,52 m
- 1999:  BK AC - 45,44 m
- 2000:  BK AC - 47,73 m
- 2001:  BK AC - 49,60 m